# تاتسومي كيميشيما
تاتسومي كيميشيما (باليابانية: 君島 達己) مواليد 21 أبريل 1950 في طوكيو، هو رئيس شركة نينتندو اليابانية. شغل منصب رئيس نينتندو أمريكا من يناير 2002 إلى مايو 2006 إلى أن خلفه ريجي فيس-إميه. تمت ترقيته إلى منصب الرئيس التنفيذي للشركة في 2013. في سبتمبر 2015 أصبح الرئيس الخامس لنينتندو بعد وفاة الرئيس السابق ساتورو إواتا.

## روابط خارجية
- تاتسومي كيميشيما على موقع IMDb (الإنجليزية)